# 時の向こう 幻の空
『時の向こう 幻の空』（ときのむこう まぼろしのそら）は、FictionJunctionの2作目のシングル。2010年1月27日、FlyingDogよりリリースされた。

## 概要
本作はTBSテレビアニメ『おおかみかくし』のオープニングテーマ曲として、梶浦由記が書き下ろしたものである。制作にあたり梶浦は「暗い場所にあっても光を夢見る切なさを書きたい」とコメントしている（出典「マイナビニュース」2010年1月8日）。

## 収録曲
1. 時の向こう 幻の空 [5:01] 
  - 作詞・作曲・編曲：梶浦由記
  - テレビアニメ『おおかみかくし』オープニングテーマ
2. 野原 [5:42] 
  - 作詞・作曲・編曲：梶浦由記
3. 時の向こう　幻の空〜Instrumental〜
4. 野原〜Instrumental〜